# Balnakeil-Formation
Die Balnakeil-Formation ist eine geologische Formation des Hebriden-Terrans, die während des Ordoviziums entlang der Nordwestküste Schottlands abgelagert wurde. Sie gehört zur Durness Group.

## Etymologie

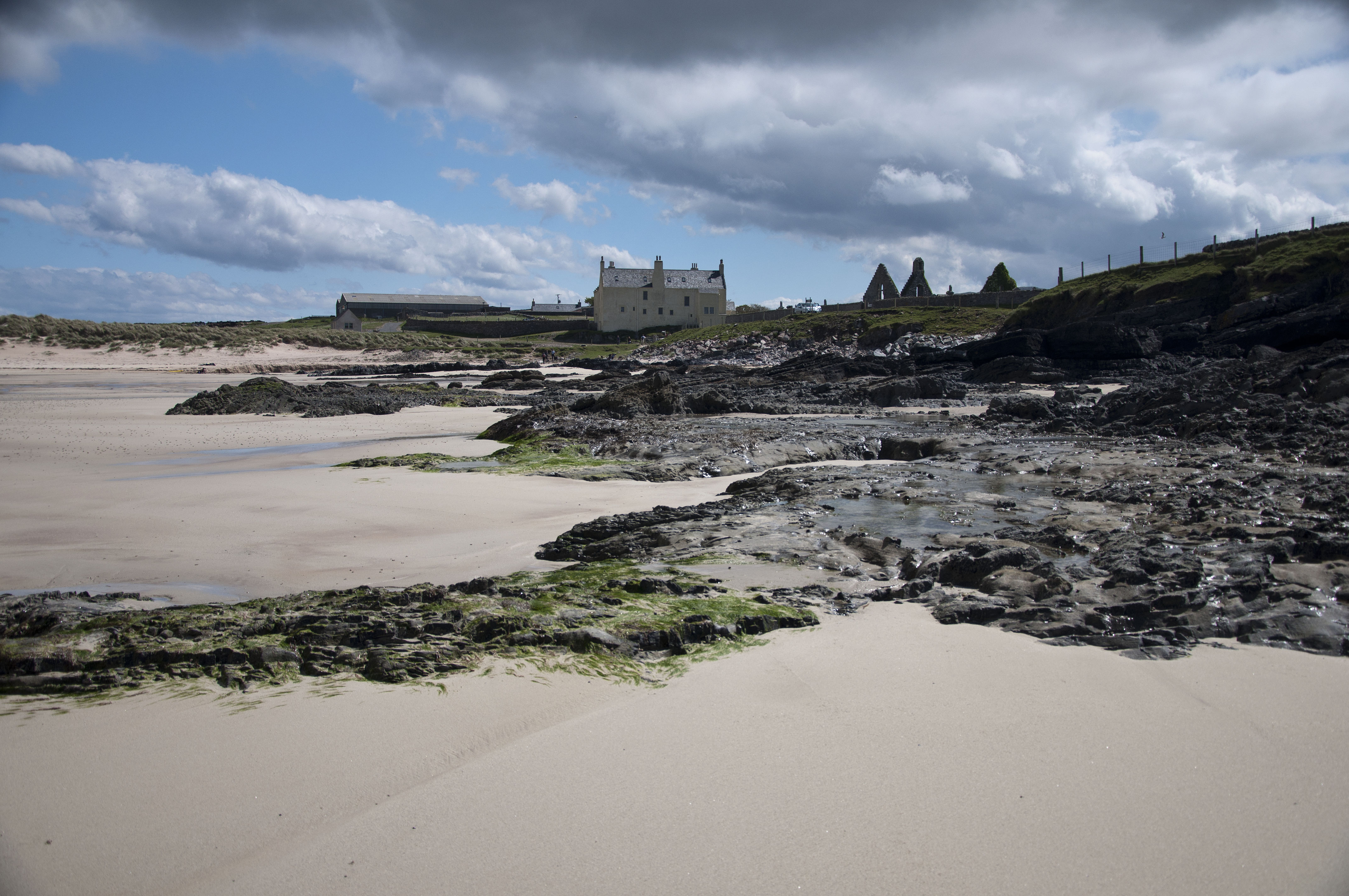
Balnakeil House und Balnakeil Church (Ruine), davor die Balnakeil Bay mit der Balnakeil-Formation

Die Balnakeil-Formation ist nach der Ortschaft Balnakeil (knapp 1,5 Kilometer westlich von Durness) benannt. Das anglifizierte Wort Balnakeil heißt im Schottisch-Gälischen Baile na Cill. Das männliche Substantiv baile übersetzt sich mit Ort, Stelle, Platz, Anwesen, (Bauern)Hof, Dorf oder Stadt. Das weibliche Substantiv Cill leitet sich vom Lateinischen cella ab, mit der Bedeutung Kapelle, Kirche oder Kirchhof.  Da na dativisch gebraucht wird ergibt sich für Baile na cill somit das Anwesen im Kirchhof (gemeint ist wahrscheinlich Balnakeil House).

## Geographie
Die Balnakeil-Formation erscheint an ihrer Typlokalität im Südosten der Balnakeil Bay. Etwas weiter südlich wird sie im Südwesten vom Loch Borralie angetroffen. Auf Skye findet sich die Formation innerhalb der Strath-Suardal-Formation bei Ord.

## Geschichtliches
Charles Lapworth hatte bereits im Jahr 1883 die Formation angesprochen, aber noch nicht ausdrücklich definiert. Auch Benjamin Neeve Peach und John Horne bearbeiteten sie im darauffolgenden Jahr. Im Jahr 1907 wurde sie dann von Peach und Kollegen als Formation V bezeichnet und ausführlicher beschrieben.

## Stratigraphie
Die ordovizische Balnakeil-Formation ist die fünfte Formation der Durness-Group. Sie wird an der Typlokalität 86 Meter mächtig, es werden aber auch 125 bis 180 Meter registriert. Manche Autoren geben sogar bis über 300 Meter an. Die Formation liegt konkordant auf der Sequenzgrenzzone (Englisch Sequence Boundary Zone oder SBZ) zur vorangegangenen Sangomore-Formation. Sie wird ihrerseits von der Croisaphuill-Formation konkordant überlagert.

### Sequenzstratigraphie
Mit der Sequenzgrenzzone zur Sangomore-Formation beginnt die Supersequenz zweiter Ordnung Scottish Laurentian Margin IV oder SLM IV bzw. Sauk IIID. SLM IV bzw. Sauk IIID reicht bis ins Hangende der Durine-Formation hinauf und wird insgesamt 568 Meter mächtig. Hierbei handelt es sich anfangs um einen transgressiven Systemtrakt (TST) unter ansteigendem Meeresspiegel. Die Maximalflutungszone (engl. Maximal Flooding Zone oder MFZ) wird aber erst in der unteren Croisaphuill-Formation erreicht. Oberhalb der Sequenzgrenzzone zeichnet sich die Formation durch peritidale, ins Hangende sich verflachende Zyklen aus. Diese Parasequenzen  enthalten neben Thrombolithen peloidische und bioklastische Wackestones, auf die sich Gezeitenebenenlaminite – teils mikrobieller Natur, teils rein mechanisch erzeugt – sowie verschiedene Stromatolithenbioherme legen. Weiter ins Hangende werden Bänderkarbonate (engl. ribbon rocks) in den Parasequenzen vorherrschend, wobei die Sedimentdurchwühlung an Bedeutung verliert. Die Bänderkarbonate bestehen aus einer Wechsellagerung von laminierten Dolomiten und dunkleren Siltsteinen. Sie unterscheiden sich von überlagernden Kalklagen durch Glimmerplättchen im Submillimeterbereich. Wellenrippeln trennen die Lithologien.
Die Parasequenen werden sodann dicker und schwieriger zu erkennen, da sie keine blassen peritidalen Kappen mehr tragen. Sie stellen jetzt vielmehr ein aggradierendes Mosaik aus Fazies des Subtidals und des flachen Unteren Intertidals dar. Dies reflektiert wahrscheinlich die Tatsache, dass die Karbonatfällung im oberen Tremadocium mit dem ansteigenden Meeresniveau Schritt halten konnte, da der Akkomodationsraum sich während des Transgredierens auf die schottische Plattform vergrößert hatte.
Die Parasequenzen enden etwa nach zwei Drittel der Formation, das hangende Drittel enthält keine Parasequenzen mehr. Im Fischer-Diagramm (engl. Fischer Plot), der erstmals bei Zyklothemen wie den Loferiten Verwendung fand, ist zu erkennen, dass die ersten 10 Parasequenzen eine negative Entwicklung durchlaufen und immer mehr an Mächtigkeit verlieren (Verlust von etwa 5 Meter gegenüber der Ausgangssituation) und daher wahrscheinlich peritidal beeinflusst waren. Parasequenz 11 bringt einen deutlichen positiven Anstieg der Zyklenmächtigkeit und eine Retablierung der Ausgangssituation. Hiernach setzt eine erneute, allmähliche, negative Mächtigkeitsentwicklung ein. Zyklus 19 bewirkt einen bedeutenden positiven Anstieg um gut 8 Meter unter Einstellung subtidaler Bedingungen in den letzten drei Zyklen. Hier brechen die Parasequenzen ab.

## Lithologie

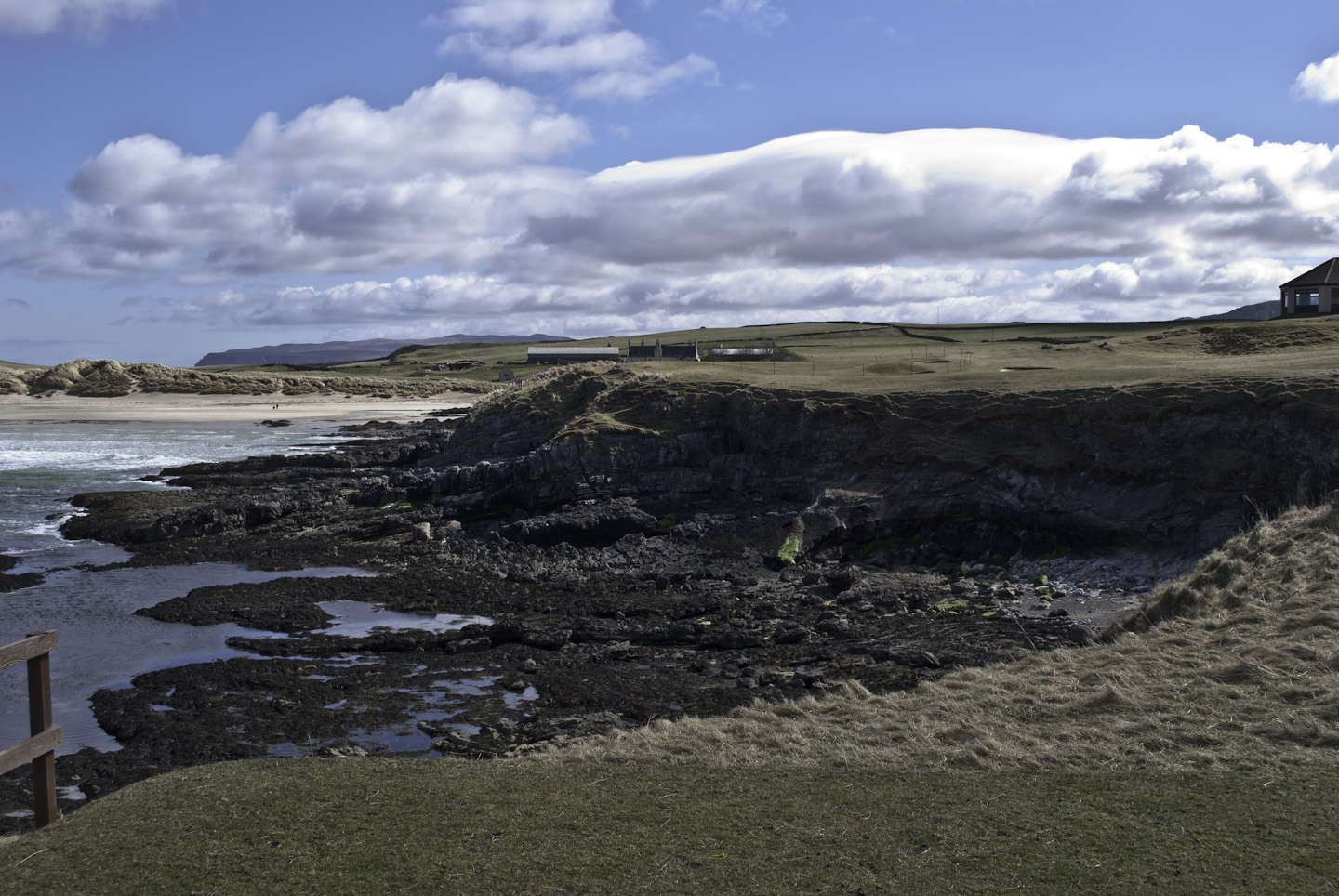
Die Balnakeil-Formation am Durness Golf Course von Balnakeil

Lithologisch handelt es sich bei der Balnakeil-Formation um aphanitische, im frischen Zustand mittel- bis dunkelgraue Dolomite, hellgraue, bioklastische Kalke und dolomitische Kalke. Die Gesteine enthalten Stromatolithen, Thrombolithen sowie Bänderkarbonate und erscheinen als bioklastische Wackestones und Packstones.
In der Balnakeil Bay wird die konkordante Untergrenze zur Sangomore-Formation durch eine auffallende Lage von Onkoiden und Geröllen oder auch Chertbrekzien aus der unterlagernden Sangomore-Formation markiert. Diese eine eigene Parasequenz bildende Sequenzgrenzzone (SBZ) ist etwas mehr als einen Meter mächtig. Sie enthält an ihrer Basis eine knapp 30 Zentimeter dicke Dolomitlage voller Oolithen und Onkoiden. Nach einer dünnen Kalkzwischenlage mit äolischem Quarzsand und Rippeln folgen rund 60 Zentimeter an Fossilkalken mit hämisphärischen Stromatolithen und Chert-Intraklasten. Die Oberfläche dieser Schicht ist stark wellig erodiert. Darüber legt sich eine 30 Zentimeter dicke Kalklage mit Karbonat-Intraklasten und Rippellaminierung, deren Oberfläche ebenfalls wellig erodiert ist.
Hierauf folgen dann Parasequenzen, die ins Hangende langsam verflachen (Ausgangsmächtigkeit etwas mehr als 2 Meter).

### Lithofazies
Faziell wird die Balnakeil-Formation hauptsächlich als Subtidal eingestuft. Als Belege hierfür werden die Bänderkarbonate, die Gegenwart von Crinoiden und Brachiopoden sowie Algeneindrücke auf Schichtflächen herangezogen. Das Liegende mit seinen Aufarbeitungen wird als eine marine Regression interpretiert. Da der Rest der Formation subtidale Charakteristiken besitzt, muss der Meeresspiegel notwendigerweise wieder angestiegen sein.
Folgende Lithofazies können in der Balnakeil-Formation angetroffen werden:
- Bioklastischer Wackestone – Subtidal
- Onkolithischer Grainstone/Packstone – Oberes Subtidal
- Bänderkarbonate – Oberes Subtidal
- Thrombolithischer Boundstone – Oberes Subtidal bis Unteres Intertidal
- Peloidischer Grainstone – Subtidal bis Unteres Supratidal
- Intraklasten-Rudstone – Subtidal bis Supratidal
- Quarzsand-haltige Karbonate – Oberes Intertidal bis Supratidal
- Wellig laminierter und planarer Stromatolithen-Boundstone – Oberstes Intertidal bis Supratidal

## Fossilien
Neben den bereits angeführten Stromatolithen und Thrombolithen finden sich in der Balnakeil-Formation die Abdrücke von Algen sowie Reste von Brachiopoden, Cephalopoden, Crinoiden, Gastropoden, Muscheln (Muschelschalenfragmente) und einige Ostrakoden. Conodontenfunde sind stratigraphisch von Bedeutung und finden sich vor allem an der Liegendgrenze und im Hangenden. Bei den Crinoiden sind sowohl Stielglieder als auch andere Segmente vorhanden. Schwarze Chertknollen verweisen auf ein an organischem Kohlenstoff reichhaltiges Environment, die generelle Abnahme von Chert im Vergleich zu den beiden vorangegangenen Formationen deutet jedoch auf einen Rückgang in der Schwammpopulation.
Bei den Cephalopoden erscheinen die Taxa Bassleroceras, Ectocycloceras levisense, Piloceras invaginatum, sowie Vertreter der Ordnung Endocerida und der Familien Chihlioceratidae und Proterocameroceratidae. Unter den Gastropoden sind anzuführen Ceratopia canadensis, Donaldiella cicelia, Macluritella peachi, Murchisonia (Hormotoma) gracillima, Murchisonia perangulata und Ophileta compacta.

### Conodontenzonierung
In der Balnakeil-Formation sind zwei Conodontenzonen zugegen (vom Hangenden zum Liegenden):
- Acodus-deltatus-/Oneotodus-costatus-Zone
- Macerodus-dianae-Zone.

Die basale Macerodus-dianae-Zone ragt aus dem Hangenden der Sangomore-Formation die ersten 7,25 Meter in die Balnakeil-Formation hinein. Sie enthält neben Macerodus dianae die Taxa Aloxoconus staufferi, Drepanodus homocurvatus, Drepanoistodus? concavus, Drepanoistodus sp. A Stouge & Boyce, Eucharodus? sp. nov., aff. Laurentoscandosus triangularis, Oneotodus sp. nov. A, Parapanderodus striatus, Striatodontus prolificus Ji & Barnes und Ulrichodina abnormalis.
Die darauf folgende 88 Meter mächtige Acodus-deltatus-/Oneotodus-costatus-Zone nimmt den gesamten Rest der Balnakeil-Formation in Anspruch und erstreckt sich 8,5 Meter in die Untere Croisaphuill-Formation. Sie enthält neben den in der Macerodus Dianae aufgeführten Taxa Acodus deltatus, Drepanodus arcuatus, Drepanoistodus aff. nowlani, Fahraeosodus marathonensis, Gen. nov. A, Juanognathus sp. nov. und Scolopodus floweri.

## Mikrometeoriten
In der Strath-Suardal-Formation, die auf Skye der Balnakeil-Formation entspricht, wurden Mikrometeoriten entdeckt.

## Tektonik
Die Balnakeil-Formation, deren Schichtung generell um 20° nach Südost einfällt, wird von Bruchtektonik betroffen. Die Brüche folgen vorwiegend den Richtungen Ostnordost, Ost, Ostsüdost und Südost. Nach Ostnordost ausgerichtete Störungen können die gesamte Karbonatabfolge durchschlagen. Faltenbau kann ebenfalls beobachtet werden. Hierbei handelt es sich um offene Falten des Typus 1 C. Wahrscheinlich stellt der offene Faltenbau eine Schleppfaltung dar, welche von der höherliegenden Moine Thrust Zone induziert worden war. Die Bewegungsrichtung der vor 430 Millionen Jahren im Silur angelegten Überschiebungen war vorwiegend nach Westnordwest bis Nordwest ausgerichtet. Erst viel später im Perm und in der Trias kam es zu Krustendehnung und das überfahrene Schichtpaket mitsamt ihrer Schublast brach staffelförmig anhand von Nordnordost- bis Nordost-streichenden Verwerfungen als Halbgräben ein. Dieser strukturell noch relativ einfache Halbgrabenbau wurde sodann von den eingangs erwähnten Querbrüchen und Verwerfungen weiter zerhackt.

## Alter
Mit Einsetzen der Balnakeil-Formation vor 480 Millionen Jahren beginnt die Supersequenz Sauk IV. Die Hangendgrenze der Formation ist mit dem Beginn des Floiums vor 477,7 Millionen Jahren identisch. Die Formation überdauerte somit 2,3 Millionen Jahre.
Mindat.org gibt für die Balnakeil-Formation die Amerikanischen Stufen Stairsium und Tuleum an, denen der Zeitraum 485 bis 470 Millionen Jahre zugeordnet wird. Den angeführten Cephalopoden und Gastropoden wird gleichzeitig ein Zeitraum von 485,4 bis 471,8 Millionen Jahren zugewiesen. Jedoch wird gleichzeitig der Beginn der Croisaphuill-Formation auf 478 Millionen Jahre veranschlagt.
Stewart G. Molyneux und Kollegen stellen die Balnakeil-Formation neuerdings zu Sauk IIID. Die Autoren weisen der Formation den Zeitraum 481,8 bis 475,6 Millionen Jahre zu, welcher 6,2 Millionen Jahre dauerte.

## Zusammenschau
Die Chertklasten an der Grenzzone zur unterlagernden Sangomore-Formation sprechen eindeutig für eine anfängliche Regression. Da aber die folgenden charakteristischen Bänderkarbonate dem flachen Subtidal zuzuordnen sind, muss der Meeresspiegel sodann erneut angestiegen sein. Die auf den Schichtoberflächen zu erkennenden Muster sind als Algenandrücke zu interpretieren. Die schwarz gefärbten Cherts sprechen für einen an organischem Kohlenstoff angereicherten Sedimentationsraum. Die Chertknollen sind aber im Vergleich zu den beiden vorangegangenen Formationen insgesamt stark zurückgegangen – was auf eine drastische Verringerung der Schwammpopulation schließen lässt. Die Schalenreste im Verbund mit in-situ gewachsenen Crinoiden scheinen für einen Sedimenttransport in tiefere Schelfpartien zu sprechen.